# Underground Eleven
Underground Eleven is een ep, dat op 16 november 2011 is uitgebracht door Linkin Park. De cd is exclusief voor leden van de Linkin Park Underground verkrijgbaar na vernieuwing van het jaarlijkse termijn. Het is de elfde editie van de Underground.

## Achtergrondinformatie
Op 10 november 2011 dook er een afbeelding de cd op op het internet, dat de release op korte termijn suggereerde. Enkele dagen later werd door een medewerker van de Linkin Park Underground bevestigd dat het nieuwe jaar van de fanclub snel zou beginnen. Op 16 november werd de nieuwe site gepubliceerd en was het mogelijk om het nieuwe lidmaatschap af te sluiten. Als men binnen tien dagen het lidmaatschap afsloot, kon men het album voor $1.11 aanschaffen
De ep is, net als het voorafgaande jaar, een samenstelling van demo's die vanaf het begin van de band tot het laatste album zijn opgenomen. Het bestaat uit tien nummers en een boekje met commentaar van bandlid Mike Shinoda, die enkele nummers ook meegeproduceerd heeft. 

## Nummers
Het album bevat de eerste opnames van de nummers. Alleen Blue, Slip, In the End, Robot Boy en Esaul zijn de enige nummers met vocalen. 
Een gedeelte van het instrumentale YO was als promotie bij aanschaf van een product bij een bedrijf, beschikbaar als ringtone onder de naam Brad's Yo!. Het nummer was een demo voor het derde album Minutes to Midnight.
Slip is een van de nummers die de band schreef voor het debuutalbum Hybrid Theory maar het uiteindelijk niet haalde. Net als Blue was het onderdeel van de eerste reeks nummers die de band opnam nadat zanger Chester Bennington bij de band kwam. Ook stond het nummer niet op Hybrid Theory, een ep die aan het debuutalbum voorafging. Het nummer heeft stevige grunge-invloeden door zanger Benningtons vocalen in het refrein. De coupletten bestaan uit raps van Shinoda. 
Met Soundtrack had de band problemen met het vinden van de juiste vocalen. Ook was het van mening dat het nummer te pop klonk in vergelijking met de rest van het albums die op tweede album Meteora moesten komen. Net als Program en Broken Foot kenmerkt het nummer zich door een clean melodie, afgewisseld door gitaardistortie. 
In the End en Esaul zijn eerdere versies van In the End en A Place for My Head met gewijzigde instrumentatie en tekst. Verschillende andere eerdere versies van deze nummers waren al beschikbaar op het internet, hetzij onder andere namen (zoals Untitled (In the End) en Ésaul) en in lagere kwaliteit. 
Bang Three is de eerste vorm van What I've Done, de leadsingle van Minutes to Midnight. Dit nummer verschilt met het rest van Minutes to Midnight vanwege het feit dat het nummer als het laatst werd geschreven en opgenomen omdat de band vond dat het album toch iets miste. Bang Three verschilt van de uiteindelijke albumversie door zijn rauwe gitaren, iets verschillende akkoordprogressie en de brug. De brug heeft een significant verschillende akkoordprogressie omdat de band een gitaarsolo wilde hebben en de originele brug hier niet geschikt voor was. 
Robot Boy bevat een iets gewijzigde instrumentatie en hier en daar ook andere tekst. De band liet Blue uiteindelijk liggen maar vond de schreeuw van Bennington aan het einde van het nummer zo inspirerend, dat ze het refrein van Crawling van Hybrid Theory hier op gebaseerd hebben. 

## Tracklist
Alle muziek en teksten zijn geschreven door Linkin Park, tenzij anders vermeld. 
| Nr. | Titel                                     | Schrijver(s)                | Duur  |
| --- | ----------------------------------------- | --------------------------- | ----- |
| 1.  | YO (MTM Demo)                             |                             | 02:44 |
| 2.  | Slip (1998 Unreleased Hybrid Theory Demo) | Linkin Park, Mark Wakefield | 03:30 |
| 3.  | Soundtrack (Meteora Demo)                 |                             | 03:16 |
| 4.  | In the End (Demo)                         |                             | 03:53 |
| 5.  | Program (Meteora Demo)                    |                             | 03:32 |
| 6.  | Bang Three (What I've Done Original Demo) |                             | 03:30 |
| 7.  | Robot Boy (Test Mix, Optional Vocal Take) |                             | 04:32 |
| 8.  | Broken Foot (Meteora Demo)                |                             | 02:43 |
| 9.  | Esaul (A Place for My Head Demo)          | Linkin Park, Mark Wakefield | 03:09 |
| 10. | Blue (1998 Unreleased Hybrid Theory Demo) |                             | 03:29 |